# Бела Кацирз
Бела Катзирз (мађ. Katzirz Béla; Будимпешта, 27. април 1953) мађарски је фудбалер, голман, репрезентативац и адвокат. Имао је адвокатску канцеларију у Печују.

## Каријера

### Клуб
Катзирз је каријеру започео у мађарском прволигашу Печи Мункаш ШК, где је играо десет ипо сезона. Године 1983. године, Кацирз се придружио португалској лиги у Спортинг кубе де Португал, заменивши одлазећег колегу мађарског интернационалца Ференца Месароша. У Спортингу је остао три сезоне пре него што се вратио у Мађарску.

### Репрезентација
Кацирз је неколико пута наступио за фудбалску репрезентацију Мађарске, укључујући три квалификационе утакмице за Светско првенство 1982. и неколико квалификационих утакмица за Европско првенство 1980. и Евро 1984. Био је део репрезентације Мађарске на финалу Светског првенства 1982. године, али је био резерва, није наступио ни на једној утакмици.